# Технічна документація
Техні́чна документа́ція — система графічних і текстових документів, необхідних і достатніх для безпосереднього використання на усіх стадіях життєвого циклу продукції (конструюванні, виготовленні та експлуатації промислових виробів; при проєктуванні, зведенні і експлуатації будівель і споруд; при розробці технологічних процесів виробництва; при розробці та використанні програмного забезпечення).

## Види технічної документації
До технічної документації належать:
- конструкторська документація — сукупність конструкторських документів, які містять потрібні у загальному випадку дані, згідно з якими розробляють, виготовляють, контролюють, приймають, постачають, експлуатують та ремонтують виріб[2];
- технологічна документація — сукупність документів, які визначають технологічний процес виготовлення виробу [1];
- програмна документація — сукупність документів, що містять відомості, необхідні для розробки, виготовлення, супроводу та експлуатації програм[3].

## Конструкторська документація
Комплекс державних стандартів, що встановлюють взаємопов'язані правила, вимоги і норми по розробці, оформленню і обігу конструкторської документації, що розробляється і застосовується на усіх стадіях життєвого циклу виробу (при проєктуванні, розробці, виготовленні, контролі, прийманні, експлуатації, ремонті, утилізації) має назву «Єдина система конструкторської документації» (ЄСКД).
Конструкторська документація за  ГОСТ 2.102-68 включає в себе графічні документи і текстові документи.
До графічних документів належать: кресленик деталі, складальний кресленик (СБ), кресленик загального виду (ОВ), електромонтажний кресленик (МЭ), схеми (принципові, структурні, функціональні) тощо.
До текстових документів належать: записка (ПЗ) пояснення; таблиця (ТБ), розрахунок (РР), інструкція (И), технічні умови (ТУ), експлуатаційні документи, ремонтні документи, специфікації тощо.

## Технологічна документація
Комплекс стандартів і керівних нормативних документів, що встановлюють взаємопов'язані правила і положення щодо порядку розроблення, комплектації, оформлення та обігу технологічної документації, що застосовується при виготовленні та ремонті виробів має назву «Єдина система технологічної документації» (ЄСТД).
Технологічна документація згідно ДСТУ ГОСТ 3.1102:2014 поділяється на основні документи і допоміжні 

### Основні документи
Основні документи — документи, що містять зведену інформацію, необхідну для вирішення однієї або комплексу інженерно-технічних, планово-економічних і організаційних задач і повністю і однозначно визначають технологічний процес (операцію) виготовлення або ремонту виробу (складових частин виробу).
Основні документи поділяються на
- Документи загального призначення, куди належать: карта ескізів (КЭ) та технологічна інструкція (ТИ).
- Документи спеціального призначення, які включають: маршрутну карту (МК), карту технологічного процесу (КТП), операційну карту (ОК), карту технологічної інформації (КТИ) та ін.

### Допоміжні документи
Допоміжні документи — документи, які застосовуються при розробці, впровадженні та функціюванні технологічних процесів і операцій, наприклад, карта замовлення на проєктування технологічної оснастки, акт впровадження технологічного процесу та ін. Допускається вказувати необхідні види допоміжних документів на галузевому рівні.

## Програмна документація
Комплекс державних стандартів, що встановлюють взаємопов'язані правила розробки, оформлення та звернення програм і програмної документації називається «Єдина система програмної документації» (ЄСПД).
За ГОСТ 19.101-77 до програмних відносять документи, що містять відомості, необхідні для розробки, виготовлення, супроводу та експлуатації програм.
До програмних документів належать:
- специфікація;
- текст програми (код виду документу — 12);
- опис програми (код виду документа — 13);
- програма і методика випробовувань (код виду документа — 51);
- технічне завдання;
- пояснювальна записка (код виду документа — 81);
- експлуатаційні документи, які включають:
  - формуляр (код виду документа — 30),
  - опис застосування (код виду документа — 31),
  - керівництво системного програміста (код виду документа — 32)

та ін.

## Класифікація технічної документації за етапом життєвого циклу продукції
Технічну документацію стосовно етапів життєвого циклу продукції можна поділити на вихідну, проєктну, робочу та інформаційну:
- до вихідної документації належать: заявка на розробку і освоєння продукції, вихідні вимоги, аванпроєкт, рекомендації з розробки продукції, що виконуються в процесі НДР, технічне завдання.
- до проєктної документації належать: для проєктної конструкторської документації — технічна пропозиція, ескізний проєкт, технічний проєкт; для проєктної технологічної — попередній проєкт.
- до робочої документації належить робоча конструкторська, технологічна документація, експлуатаційна документація, ремонтна документація.
- до інформаційної документації належать: карта технічного рівня і якості продукції, патентний формуляр, інформаційна картка розрахунку економічної ефективності і цін нової (модернізованої) продукції, каталоги, звіт про патентні дослідження, експертний висновок, акти і протоколи про випробування, рішення про зняття продукції з виробництва та ін.

## Нормоконтроль технічної документації
Технічні документи повинні відповідати певним вимогам, найважливішими серед яких є:
- вимоги до конструкції, що визначають її раціональність, взаємозв'язок елементів, вірність вибору матеріалів, характер оздоблення тощо;
- вимоги до технології, що визначають можливість використання для виготовлення виробів найбільш прогресивних і економічних технологічних процесів та устаткування;
- вимоги до програм та їх відповідність технічному завданню;
- вимоги до оформлення, що визначають чіткість та наочність зображення на кресленні чи схемах всіх відомостей, необхідних здійснення виробничого процесу.

Тому, щоби розроблювана в процесі проєктування технічна документація відповідала перерахованим вище вимогам, необхідний постійний, добре організований контроль, — не тільки технічний, але і нормативний або просто — нормоконтроль
Мета нормоконтролю — повне дотримання в технічних документах вимог чинних стандартів, широке використання у виробах при проєктуванні стандартних і уніфікованих елементів. Здійснення нормоконтролю обов'язкове для всіх організацій і підприємств, що виконують проєктно-конструкторські роботи, незалежно від їх відомчої підпорядкованості.
Нормоконтроль — один із завершальних етапів створення технічної документації і є одним із засобів впровадження і дотримання стандартів. Нормоконтролю підлягає така технічна документація: текстові документи (пояснювальна записка, інструкції, технічний опис і умови тощо), креслення, карти технологічних процесів, технологічні креслення, карти розкрою матеріалів, а також розрахунки з нормування матеріалів, додержання технологічних нормативів тощо.
Нормоконтроль на підприємстві може бути як централізованим, так і децентралізованим: це залежить від масштабів підприємства і загальної схеми організації робіт з стандартизації. При централізованому нормоконтролі відділ стандартизації має в своєму складі групу нормоконтролю або відповідального за нормоконтроль, що підпорядковані керівнику відділу. При децентралізованому нормоконтролі він здійснюється в різних підрозділах підприємства. 
Технічна документація, яка не має підпису нормоконтролера, не приймається до подальшої роботи.